# Earth Abides
Earth Abides es una miniserie estadounidense de ciencia ficción apocalíptica y drama creada por Todd Komarnicki, y basada en la novela homónima de George R. Stewart. La miniserie se estrenó el 1 de diciembre de 2024 en el servicio de streaming MGM+.

## Premisa
Después de meses de aislamiento, Ish descubre que la mayor parte del mundo ha caído a causa de una misteriosa enfermedad. Sin embargo, a pesar de sus instintos de aislarse aún más, Ish lidera el movimiento para desarrollar una nueva civilización.

## Elenco y personajes
- Alexander Ludwig como Ish.
- Jessica Frances Dukes como Emma.
- Aaron Tveit como Charlie.
- Rodrigo Fernandez-Stoll como Jorge.
- Elyse Levesque como Maurine
- Luisa D'Oliveira como Molly
- Birkett Turton como Ezra
- Hilary McCormack como Jean
- Jenna Berman como Evie

## Episodios
| N.º | Título                         | Dirigido por       | Escrito por              | Fecha de lanzamiento original |
| --- | ------------------------------ | ------------------ | ------------------------ | ----------------------------- |
| 1   | «Alone»                        | Bronwen Hughes     | Todd Komarnicki          | 1 de diciembre de 2024        |
| 2   | «The Space Between»            | Bronwen Hughes     | Karen Janszen            | 8 de diciembre de 2024        |
| 3   | «World Without End»            | Rachel Leiterman   | Tony Spiridakis          | 15 de diciembre de 2024       |
| 4   | «Predators»                    | Rachel Leiterman   | Evan Hart y Kyle Stephen | 22 de diciembre de 2024       |
| 5   | «The Return»                   | Stephen Campanelli | Karen Janszen            | 22 de diciembre de 2024       |
| 6   | «Forever is Tomorrow is Today» | Stephen Campanelli | Todd Komarnicki          | 29 de diciembre de 2024       |

## Producción
En marzo de 2024, se anunció que MGM+ había dado luz verde a una adaptación de la novela de Stewart como una serie limitada de seis episodios, con Ludwig elegido como Ish. Un mes más tarde, se anunció que Dukes había sido elegida como la protagonista femenina.